# Amphibious Fighters
Amphibious Fighters é um filme de drama em curta-metragem estadunidense de 1943 dirigido e escrito por Jack Eaton. Venceu o Oscar de melhor curta-metragem em live-action: 1 bobina na edição de 1944.

## Elenco
- Ted Husing